# Liz Vassey
Elizabeth "Liz" Vassey (Raleigh (North Carolina), 9 augustus 1972) is een Amerikaanse actrice en filmproducente. 

## Biografie
Vassey is geboren in Raleigh (North Carolina) maar opgegroeid in Tampa (Florida). Zij begon met acteren op negenjarige leeftijd in het theater met de musical Oliver. Hierna heeft ze nog meer dan vijftig rollen gespeeld in theaters in de regio rond Tampa. Vassey werd op dertienjarige leeftijd uitgenodigd om theaterles te volgen op het Universiteit van Florida. Tijdens haar studie werkte ze twee jaar samen met een acteerleraar van HB Studio en kreeg ze ook les aan onder meer het MCC Theater en de University of Southern California en van Howard Fine.
Vassey begon in 1989 met acteren op televisie in de televisieserie Superboy. Hierna heeft ze nog meerdere rollen gespeeld in televisieseries en televisiefilms, zoals All My Children (1988-1992), Quantum Leap (1991-1993), ER (1994), Brotherly Love (1995-1997) en Two and a Half Men (2003-2010). Het bekendst is ze van haar rol als Wendy Simms met 78 afleveringen in de televisieserie Crime Scene Investigation (2005-2010).
Vassey trouwde in 2004 met een cameraman, en woont met haar man tegenwoordig in Los Angeles samen met hun vele huisdieren. Haar hobby's zijn scenarioschrijven (zij heeft één aflevering geschreven voor CSI), scubaduiken en hardlopen.
Vassey heeft samen met Kristin Bauer een bedrijf genaamd Neurosis to a T(ee), en ontwerpen en maken samen T-shirts met opdrukken voor vrouwen. Deze opdrukken hebben meestal een komische noot.

## Prijs
- 1990 - Daytime Emmy Award voor beste dramaserie in de categorie Beste Jeugdige Actrice in een Tv-Drama Serie met de televisieserie All My Children – genomineerd.
- 1990 - Daytime Emmy Award voor beste dramaserie in de categorie Beste Actrice in een Tv-Drama Serie met de televisieserie Riley Parra – genomineerd.

## Filmografie

### Films
- 2019 Riley Parra: Better Angels - als Gillian Hunt
- 2012 Last Hours in Suburbia - als Ann
- 2012 Sexting in Suburbia - Rachel Van Cleve
- 2005 Man of the House – als Maggie Swanson
- 2005 Cooked – als Dakota
- 2004 Nikki and Nora – als Nikki Beaumont
- 2003 The Partners – als Christine Ryder
- 2001 Pursuit of Happiness – als Renee
- 2000 9mm of Love – als Julia
- 1995 The Adventures of Captain Zoom in Outer Space – als prinses Tyra
- 1994 Saved by the Bell: Wedding in Las Vegas – als Carla
- 1993 Calendar Girl – als Sylvia
- 1993 Love, Lies & Lullabies – als Chloe

### Televisieseries
Uitgezonderd eenmalige gastrollen.
- 2023 NCIS: Los Angeles - als ATF SAC Kerry Adams - 2 afl.
- 2023 A Million Little Things - als dr. Craft - 2 afl.
- 2019 The Tick - als Lobstercules - 4 afl.
- 2017 – 2018 Riley Parra - als Gillian Hunt - 12 afl.
- 2014 Nikki & Nora: The N&N Files - als Nikki Beaumont - 7 afl.
- 2011 – 2012 Necessary Roughness - als Gabrielle Pittman - 3 afl.
- 2010 – 2011 Two and a Half Men – als Michelle – 3 afl.
- 2011 9nine – als Andrea Valente – 8 afl.
- 2005 – 2010 Crime Scene Investigation – als Wendy Simms – 78 afl.
- 2008 – 2009 3Way – als Mikki Majors – 4 afl.
- 2005 Tru Calling – als Dr. Carrie Allen – 6 afl.
- 2002 Push, Nevada – als Dawn Mitchell – 6 afl.
- 2001 – 2002 The Tick – als kapitein Liberty – 9 afl.
- 1998 Maximum Bob – als Kathy Baker – 7 afl.
- 1995 – 1997 Brotherly Love – als Luise Davis – 40 afl.
- 1995 Pig Sty – als Tess Galaway – 13 afl.
- 1994 ER – als Liz – 4 afl.
- 1993 The Secrets of Lake Success – als Suzy Atkins – 3 afl.
- 1988 – 1992 All My Children – als Emily Ann Sago Martin – 10 afl.
- 1989 Still the Beaver – als Candy – 2 afl.

### Filmproducente
- 2019 The Human Race - documentaire
- 2013 Nikki & Nora: The N&N Files - televisieserie - ? afl.
- 2012 Sexting in Suburbia - film

- Bibliothèque nationale de France: cb14040773p (data)
- International Standard Name Identifier: 0000 0000 0298 6425
- Virtual International Authority File: 19881462